# Trentepohlia (Trentepohlia) luteicosta
Trentepohlia (Trentepohlia) luteicosta is een tweevleugelige uit de familie steltmuggen (Limoniidae). De soort komt voor in het Australaziatisch gebied.